# A World of Keflings
A World of Keflings — градостроительная игра, созданная компанией NinjaBee как Xbox Live Arcade. Игра вышла 22 декабря 2010 года, и является сиквелом к игре 2008 года A Kingdom for Keflings.

## Игровой процесс
Пользователь играет за своего Xbox Live Avatar (или Mii, в версии Wii U), который является гигантом в мире Keflings (Кефлингов). Как и в предыдущей игре, Кефлинги — это маленькие человечки, похожие на гномов или эльфов, которые нуждаются в помощи игрока, что бы строить их королевство. Игрок помогает им добыванием ресурсов и строительством зданий. На протяжении всей игры он выполняет миссии и посещает три королевства: Ice Kingdom (Ледяное Королевство), Forest Kingdom (Лесное Королевство) и Desert Kingdom (Пустынное Королевство). Каждое королевство имеет свой климат, ресурсы и персонажей. Игрок может получить доступ к дополнительному контенту, если у него уже есть игра ilomilo или Raskulls.
В дополнение к онлайн-мультиплееру добавлна и локальная многопользовательская игра, что позволяет игрокам работать вместе в одном мире и выполнять задачи совместно.

## Разработка, выпуск и маркетинг
A World of Keflings была выпущена для Xbox Live Arcade 22 декабря 2010 года, для Windows 8 Game Store 13 марта 2013 года, и для Wii U 13 ноября 2014 года. Игра была описана разработчиками как «гораздо больше, чем продолжение», и была выпущена с более разнообразной окружающей средой и большим упором на сюжет. Игра была выпущена в рамках Игр Microsoft для продвижения Holidays, наряду с ilomilo и Raskulls.
Три загружаемых дополнения были выпущены для версии Xbox Live. Эти дополнения были выпущены наряду с выпуском Wii U.

## Оценки
| Сводный рейтинг | Сводный рейтинг |
| Агрегатор       | Оценка          |
| --------------- | --------------- |
| GameRankings    | 78,07 %         |

A World of Keflings получил, в целом, благоприятные отзывы, заработав 77/100 в отзыве Metacritic. Леви Бьюкенен из IGN дал игре 8.0 из 10, хваля её за юмор, хотя указывая на трудности в местах большого скопления людей.
По Gamasutra, игра была бестселлером в первой половине 2011 года, а к концу года было продано более 224 000 копий.